# San Giorgio a cavallo
Il San giorgio a cavallo è un olio su tela realizzato da Mattia Preti nel 1658 su commissione di Martin de Redin, Gran Maestro dell'Ordine dei Cavalieri di Malta.
È considerata dai critici come uno dei capolavori del Preti e come uno dei più illustri esempi dello stile barocco napoletano.

## Descrizione
Prima opera del periodo maltese del Preti, appartiene ad una pala d'altare che si trova nella Concattedrale di San Giovanni di La Valletta, nella Cappella della lingua d'Aragona, unità amministrativa dell'ordine ospitaliero.

Il dipinto, alto 275 e largo 205 cm, raffigura san Giorgio a cavallo, mentre combatte e si appresta a vincere il drago.

## Opere successive
Sorpreso dal risultato artistico, Redin affidò a Preti l'affrescatura della volta con le scene di vita del Santo Precursore.
La volta era realizzata secondo lo stile gotico antico, divisa in sei arcate, ciascuna delle quali con due spazi quadrangolari ai lati e uno tondo al centro. Lo stile gotico era presente anche nei dipinti di Napoli, dove il Preti, già chiamato a Malta, era stato lasciato fino al completamento del ciclo decorativo della Chiesa di San Pietro a Majella.
L'opera maltese del pittore proseguì sotto la direzione dei fratelli Rapahel e Nicolas Cotoner, maestri dell'ordine cavalleresco rispettivamente dal 1660 al 1663, e dal 1663 al 1680.